# Floridablanca, Pampanga
Floridablanca là một đô thị hạng 1 ở tỉnh Pampanga, Philippines. Đô thị này nằm ở phía tây tỉnh Pampanga, dọc theo dãy núi Zambales và giáp các đô thị Porac về phía bắc, Lubao về phía nam, Guagua về phía đông, Dinalupihan, Bataan về phía tây.
Floridablanca có cự ly khoảng 23 km so với San Fernando km so với Manila. Tổng diện tích Floridablanca là 175,48 km2. Theo điều tra dân số năm 2000, đô thị này có dân số 85.394 người trong 16.591 hộ.

## Barangay
Floridablanca được chia thành 33 barangay:
| - Anon - Apalit - Basa Air Base - Benedicto - Bodega - Cabangcalan - Calantas - Carmencita - Consuelo - Dampe - Del Carmen | - Fortuna - Gutad - Mabical - Malabo - Maligaya - Nabuclod - Pabanlag - Paguiruan - Palmayo - Pandaguirig - POBLACION | - San Antonio - San Isidro - San Jose - San Nicolas - San Pedro - San Ramon - San Roque - Santa Monica - Solib - Valdez - Mawacat |